# Càmera estereoscòpica

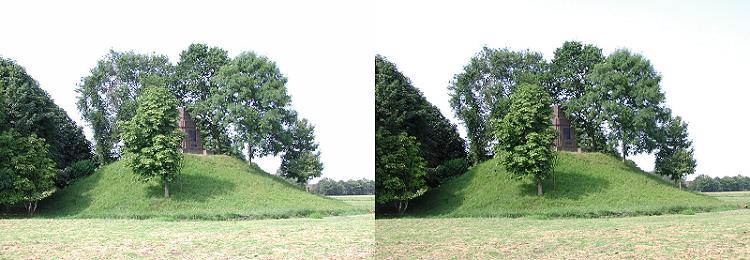
Exemple de fotografia presa amb una càmera estereoscòpica.

Una càmera estereoscòpica, anomenada així per la visió estereoscòpica humana (3D), és una càmera que és capaç de captar imatges (fotografies) en tres dimensions. La visió binocular humana produeix dues imatges (una captada per cada ull) que llavors es mesclen al cervell creant la imatge 3D. Aquestes càmeres intenten imitar aquest comportament, utilitzant dos objectius (o dues càmeres separades estratègicament) captant la fotografia exactament al mateix instant, i com a resultat final s'obtenen imatges 3d.

## Història
La fotografia estereoscòpica neix gairebé amb la fotografia mateixa. Uns 10 anys després d'inventar-se la fotografia, cap al 1850 és quan es capturen i es donen a conèixer les primeres imatges tridimensionals.
Va ser molt popular durant més o menys 100 anys, però des del 1950 fins a l'actualitat el seu ús ha disminuït molt.

## Funcionament i tipus
Les càmeres estereoscòpiques es basen en un principi molt simple, el de la visió humana.
Els nostres ulls estan separats l'un de l'altre aproximadament 65 mm.
Cada ull veu una imatge, que encara que sigui igual, té un angle diferent. El cervell s'encarrega de mesclar les dues imatges creant l'efecte de relleu dimensional.
Així doncs, si obtenim dues imatges amb una separació com la de la visió humana, estarem fent igual que els nostres ulls. I si després per mitjà de visors especials o projeccions polaritzades, deixem veure a cada ull només la imatge que li correspon, el nostre cervell crearà igualment l'efecte de visió en 3D.

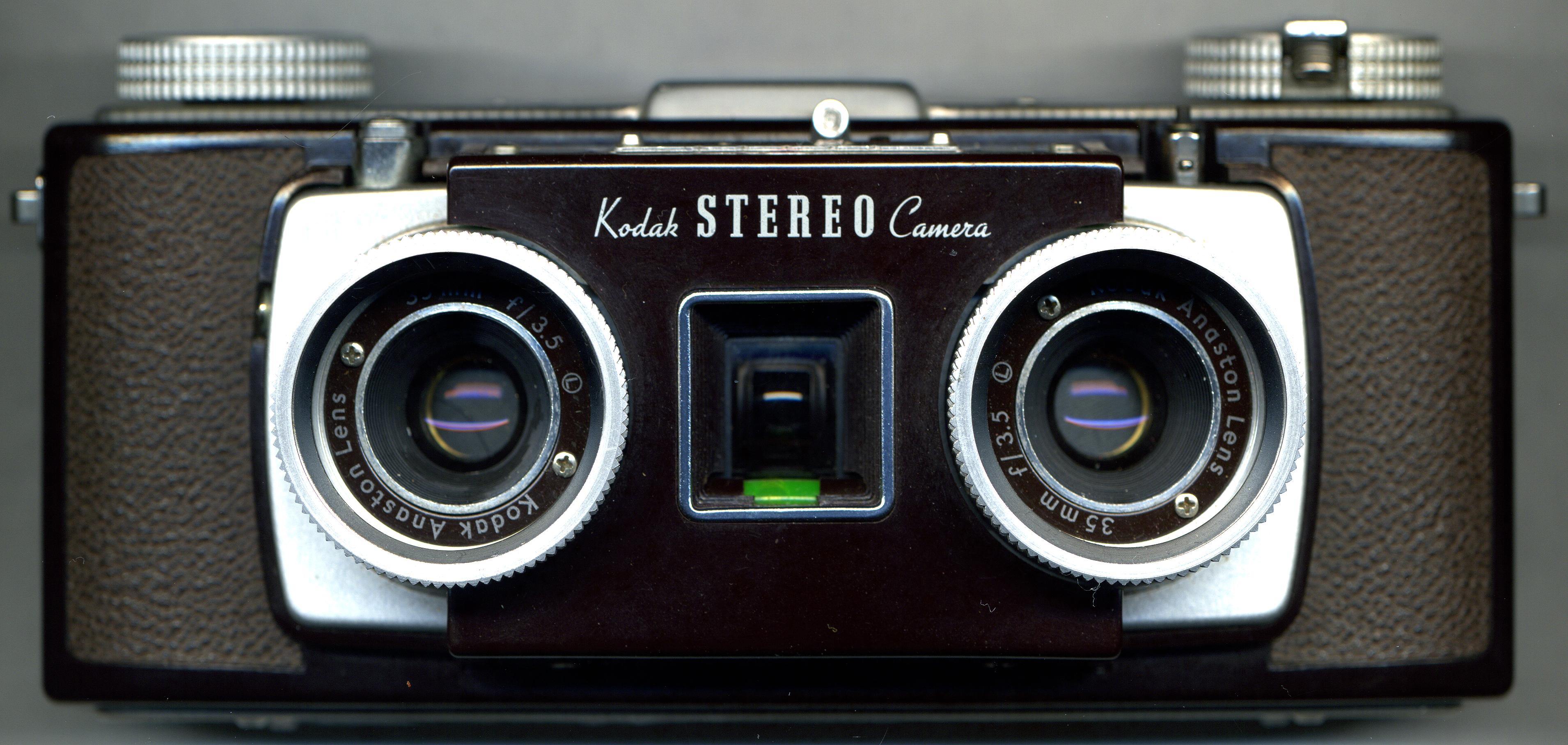
Càmera Estereoscòpica Kodak amb 2 objectius

Els sistemes emprats per a obtenir imatges estereoscòpiques són principalment tres:
- Càmera especial amb dos objectius.
- Dues càmeres iguals, juntes, i amb la captura sincronitzada.
- Una càmera, que desplacem per a obtenir les dues fotografies.

El primer sistema és el més estès i permet capturar fotografies principalment a partir d'1,5 metres. El segon és sobretot per a paisatges a partir de 3 metres. El tercer és per a elements estàtics, macrofotografia i paisatges llunyans.
Aquestes càmeres han de respectar diverses normes, la primera de totes és la relació de separació dels objectius segons la proximitat o llunyania del tema fotografiat, la segona és la relació de convergència dels objectius sobre el motiu, si no respectéssim aquestes normes, el nostre cervell no sabria interpretar el resultat i serien imatges difícils d'interpretar.

## Aplicacions

### Topografia i estudi del terreny
Una de les aplicacions més antiga és la visualització i mesura del relleu terrestre i el d'altres planetes mitjançant fotografies aèries. Si un avió (o un satèl·lit) pren dues fotografies d'una zona de terreny amb una certa distància calculada entre elles, s'obté una imatge estèreo, que posteriorment es pot visualitzar amb relleu amb un estereoscopi especial.
Si les preses es realitzen amb una precisió adequada, permeten calcular elevacions de terreny. En l'actualitat aquesta aplicació es pot realitzar amb una gran precisió i amb visió estèreo gràcies a estacions i software especialment dissenyats.

### Estudi de planetes
De forma similar a l'anterior, la NASA ha obtingut nombroses vistes tridimensionals de fotografies de la terra obtingudes des de satèl·lits, així com d'altres planetes del sistema solar. Les extraordinàries imatges estèreo de la superfície de Mart obtingudes per la sonda Pathfinder de la NASA són un altre exemple d'aplicacions per a l'estudi d'altres planetes. Aquest mètode no sols serveix per a captar les imatges, sinó que també s'utilitza per a calcular distàncies i mides de roques i conduir amb més seguretat el vehicle.

### Medicina
És un dels camps on s'utilitza més.
No és novetat que lupes i microscopis de precisió utilitzin visió estereoscòpica. Firmes com Zeiss o Olympus disposen de diversos models segons les aplicacions. Si a un microscopi estèreo s'hi connecten dues càmeres de vídeo, es pot oferir una presentació 3D en un monitor o pantalla gran de vídeo, així com gravar les imatges en 3D.
En el camp de la microcirurgia ofereix grans possibilitats. Zeiss compta amb sistemes de microcirurgia tridimensional, com el MediLive 3D, del que ja existeixen referències sobre els seus avantatges aplicat a l'oftalmologia.
També l'endoscòpia compta amb una gran ajuda de l'estereoscòpia. El sistema Endolive de Zeiss n'és un clar exemple.
També s'utilitza per a visualitzar imatges o models de l'interior del cos humà, a partir d'imatges reals obtingudes per mitjà de tomografia computada o ressonància magnètica nuclear. Tècniques com la radiografia estereoscòpica permeten situar clarament cossos estranys o anomalies a l'interior del pacient.

### Enginyeria molecular
En enginyeria molecular, sense la visualització estèreo en estacions de disseny seria molt complicat crear noves molècules complexes. Es poden observar molècules en estèreo al departament de química de la Widener University.